# 国会議事堂 (オーストリア)
国会議事堂（こっかいぎじどう、ドイツ語: Parlamentsgebäude）は、オーストリア議会の議事堂。首都ウィーンにある。議会は二院制である。

## 概要
議事堂はウィーンの歴史的建築が集まる第一区に位置している。環状道路「リングシュトラーセ」に面しており、ホーフブルク宮殿やウィーン市庁舎に近い。
建築様式は古典的なギリシャ建築を基本にしている。正面入口の車寄せにはコリント式の柱が並ぶポルチコが構築されている。この配置は同時期に建設されたザッペイオン展示場と似ている。屋根の上の4頭立ての馬車「クアドリガ」は古代から「勝利」を象徴する縁起のよい像である。前庭の「アテナの噴水」はそれ自体が有名な観光名所となっている。
建設当時、ウィーンはオーストリア＝ハンガリー帝国の帝都であり、議事堂は皇帝を迎え入れることを想定して設計された。議事堂の中心にある「柱の間」はギリシャ建築の中庭「ペリスタイル」を模しているが、屋根付きで柱は金箔で華麗に装飾されている。現在は公式行事などに使用される。
第二次世界大戦中、議事堂の右翼に爆弾が命中し損壊した。戦後に修復されたが、工事の過程で議場の配置が変更された。議会の上院と下院は共に議事堂の右翼に配置されており、議場は隣合わせとなっている。左翼には「連邦会議」の議場がある。連邦会議とは両院合同の会議で特別な法案を審議する時だけ開催されるため、この議場が使われるのは稀である。

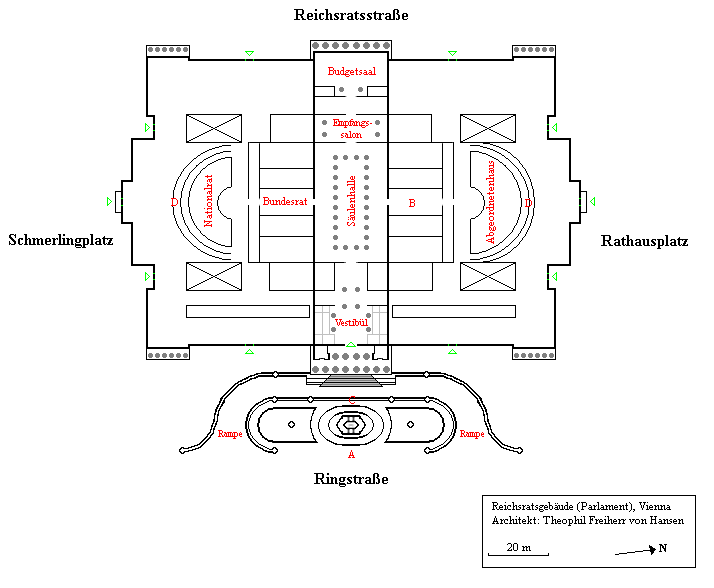
議事堂平面図

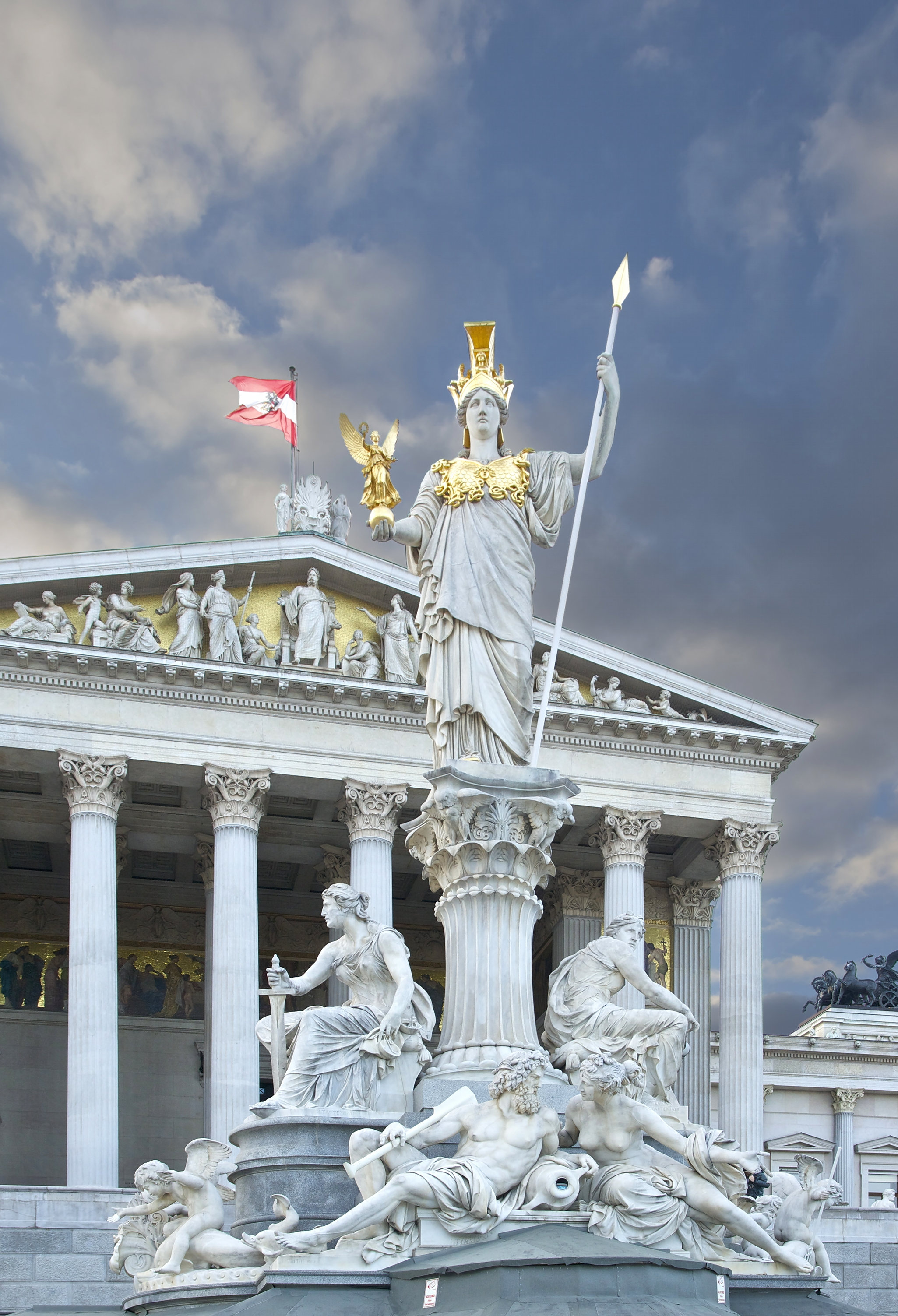
アテナの噴水
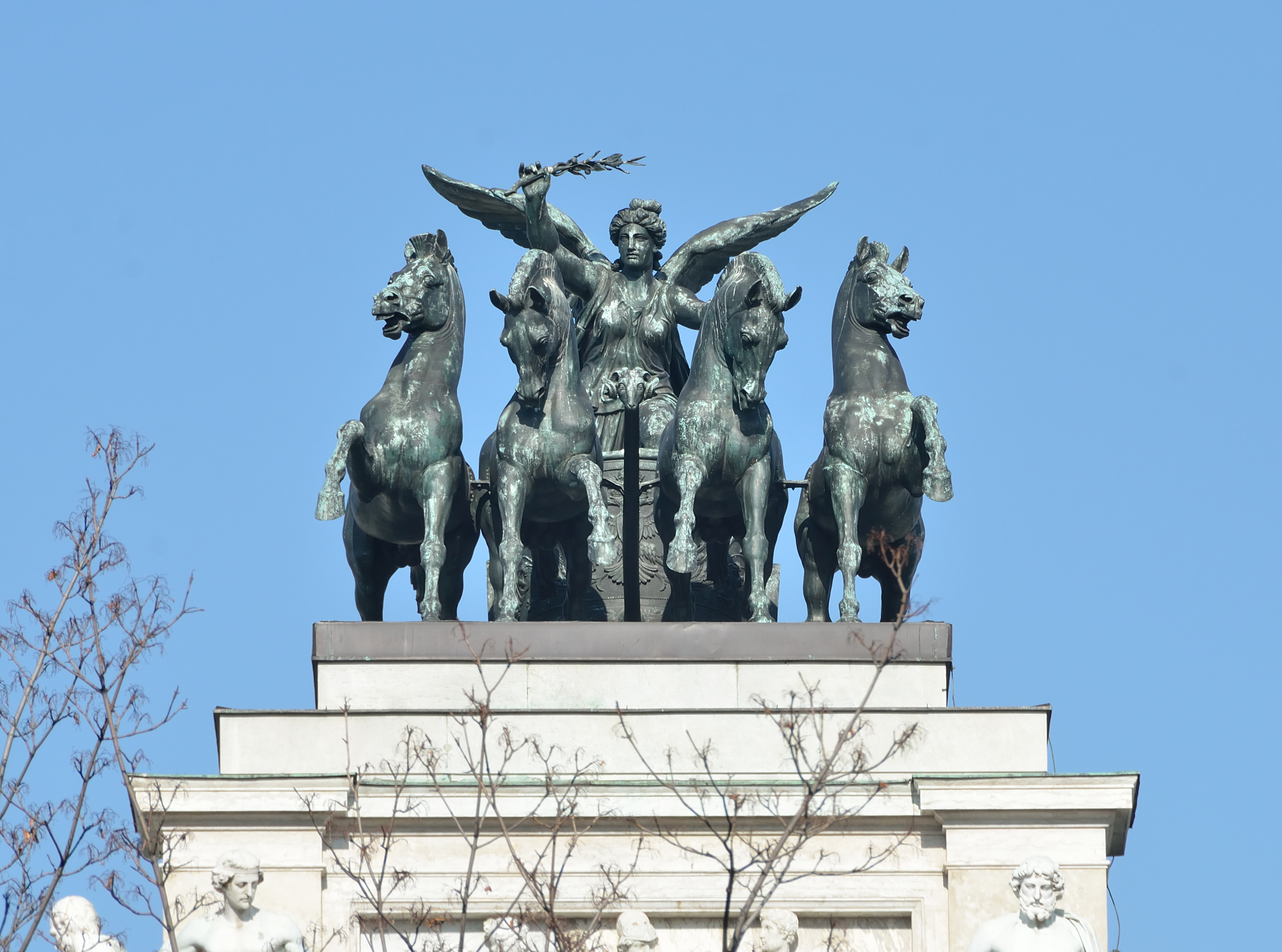
クアドリガ
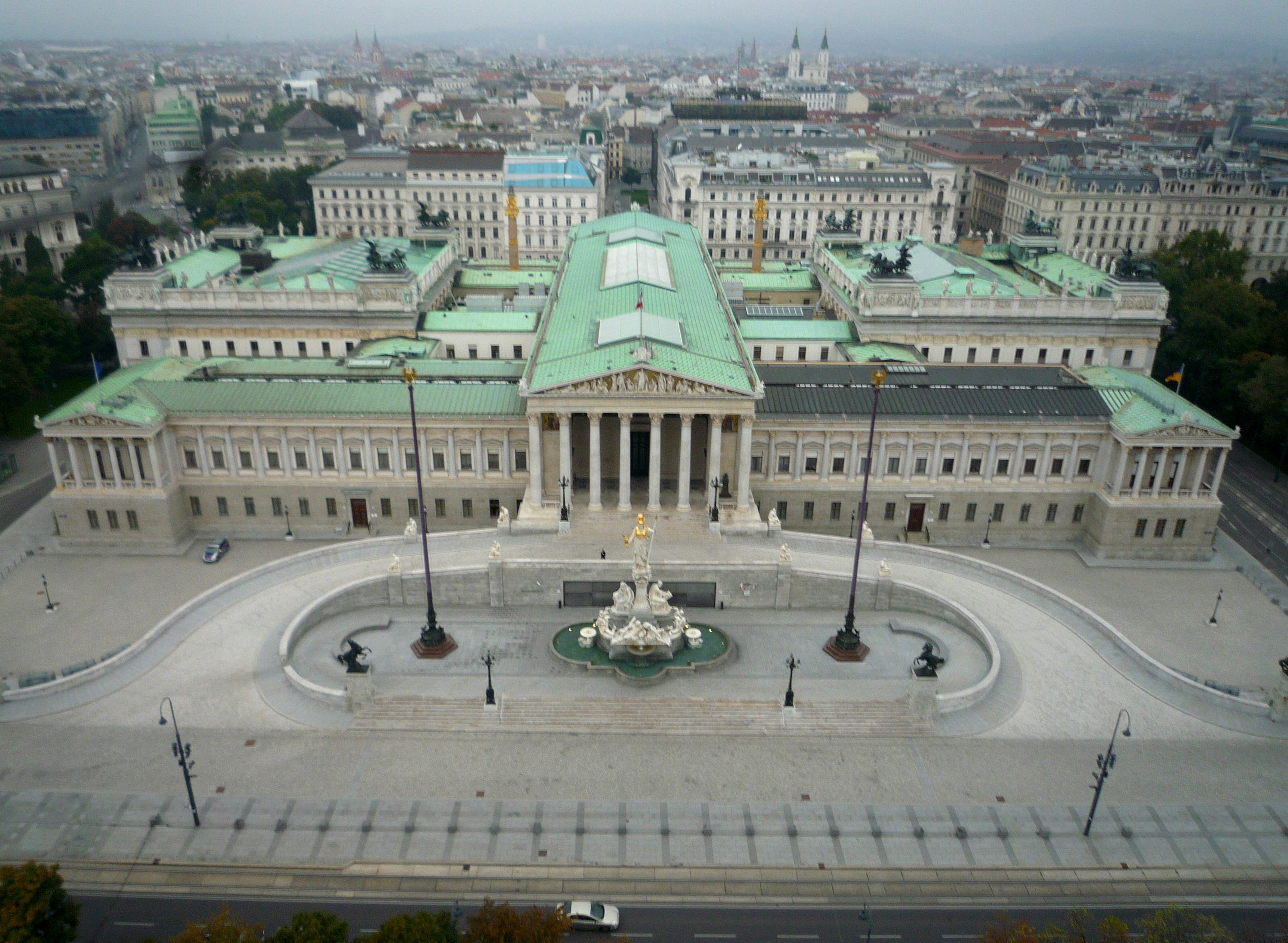
全景
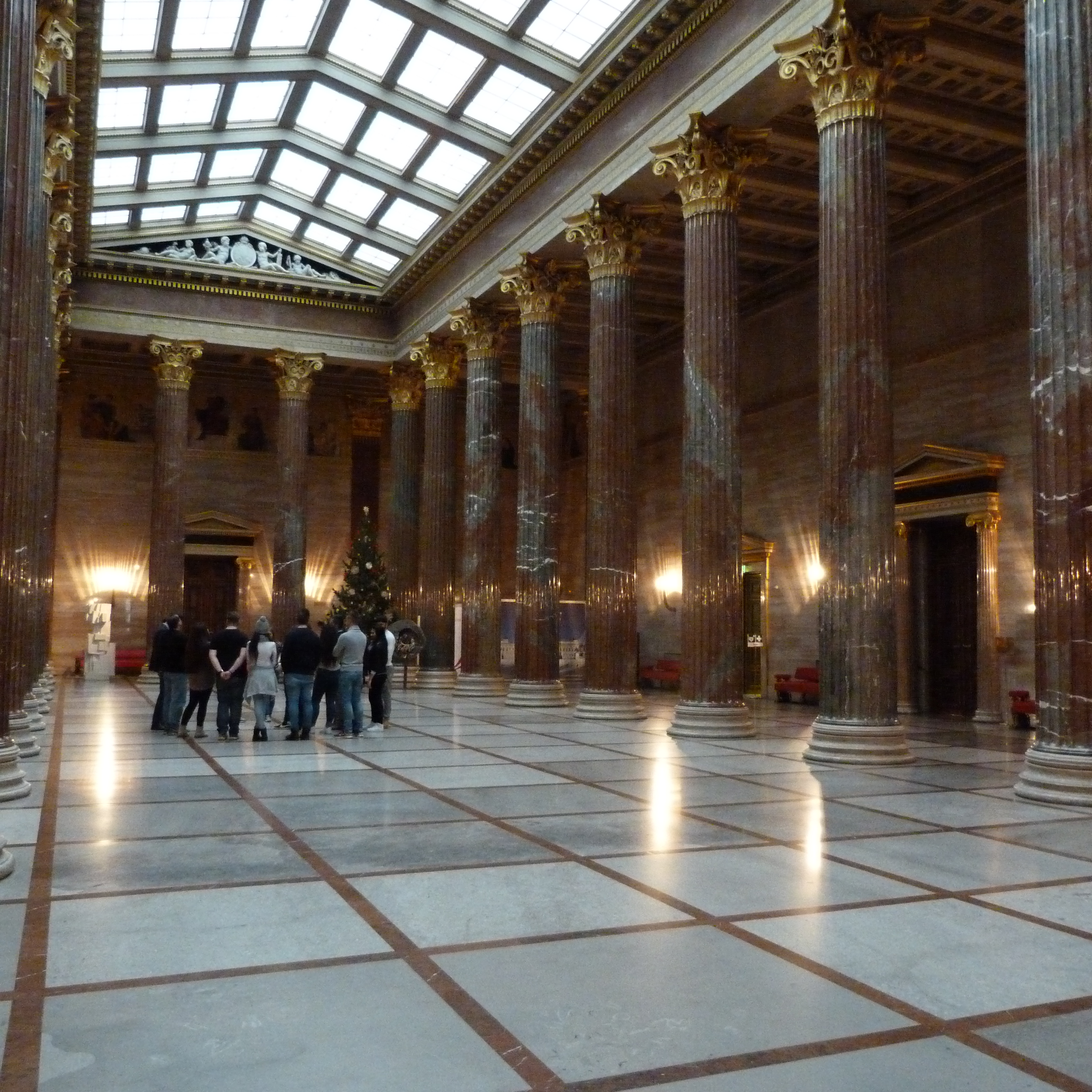
柱の間
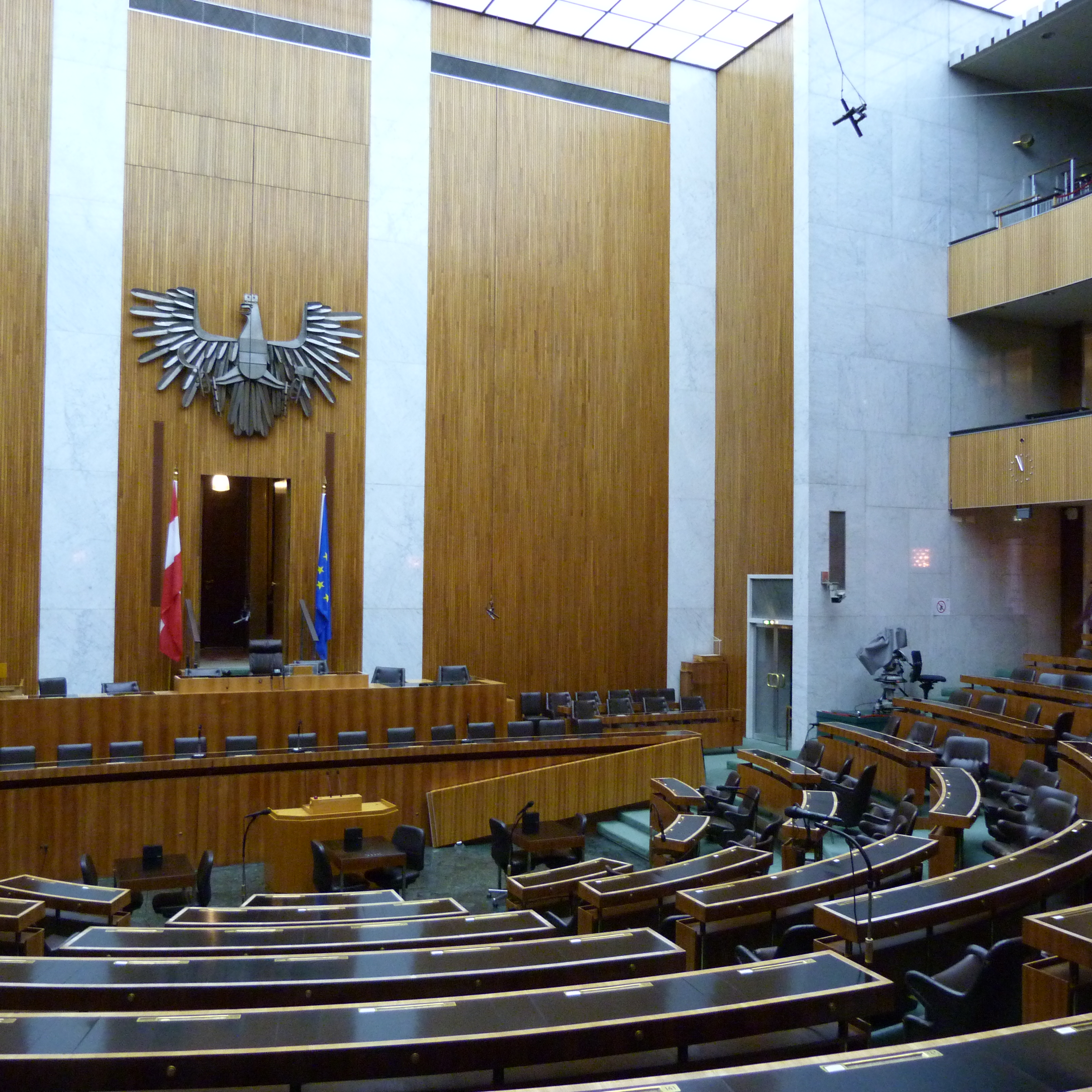
下院議場
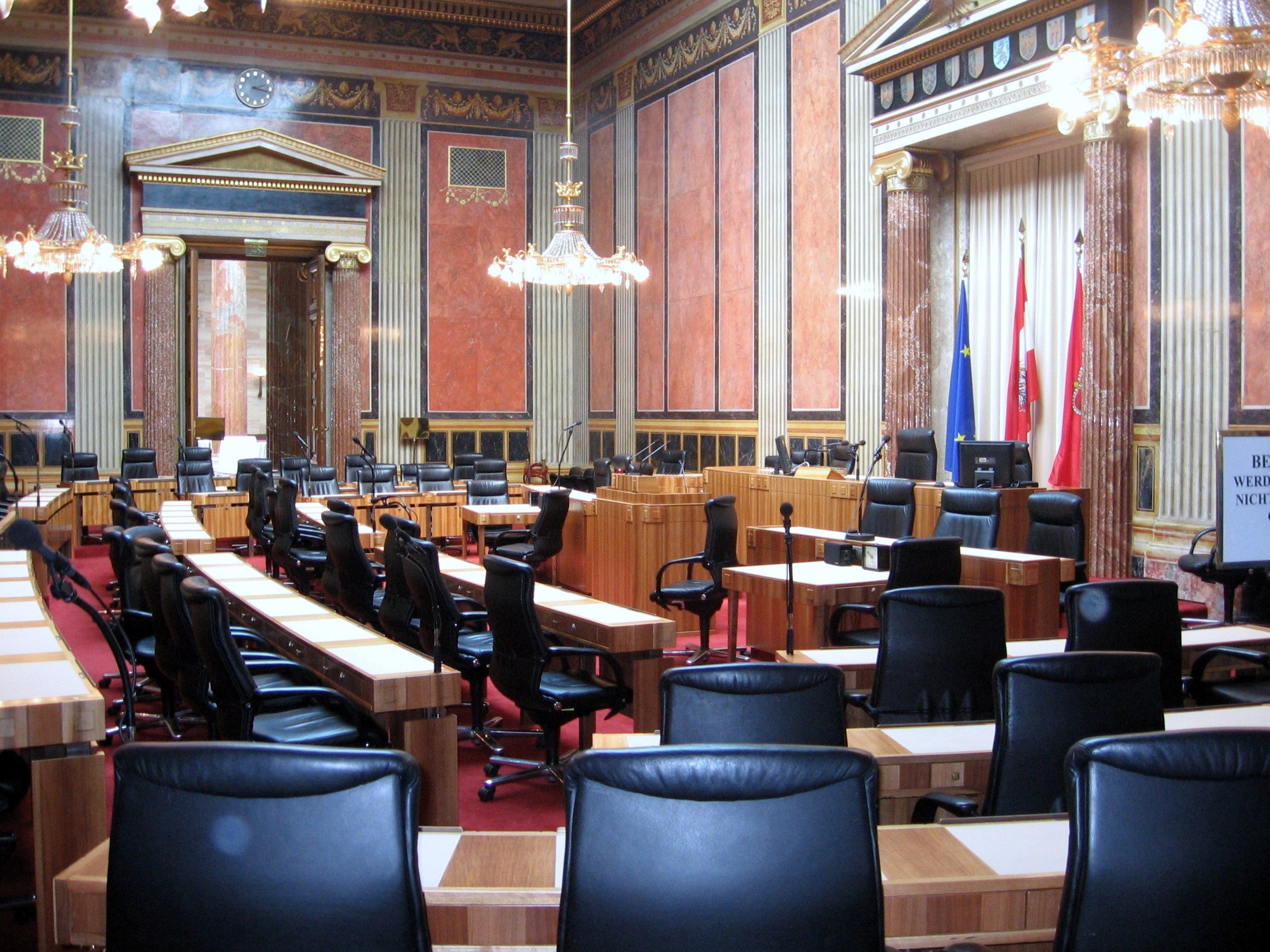
上院議場
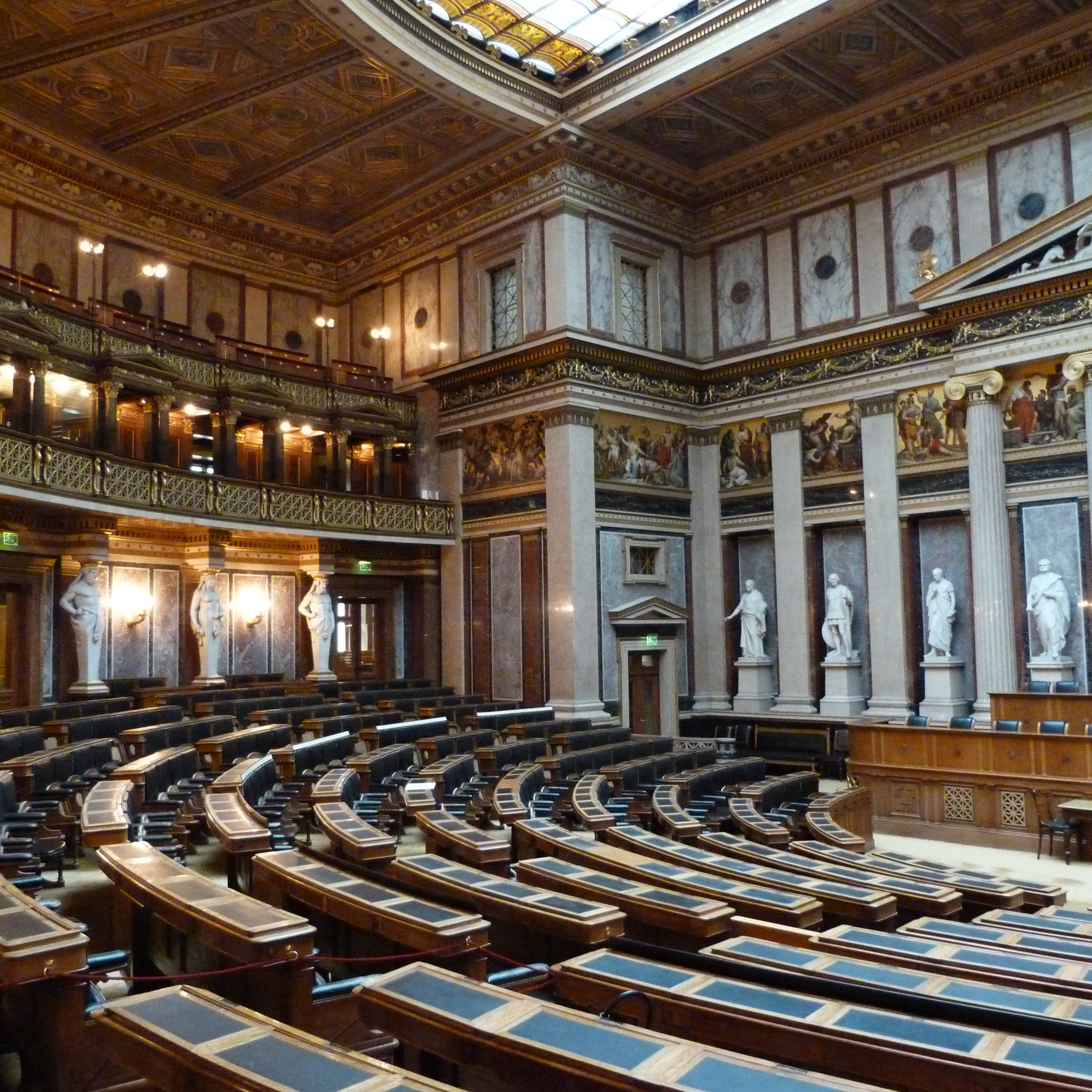
連邦会議議場